# Деденбах
Деденбах (њем. Dedenbach) општина је у њемачкој савезној држави Рајна-Палатинат. Једно је од 74 општинска средишта округа Арвајлер. Према процјени из 2010. у општини је живјело 413 становника. Посједује регионалну шифру (AGS) 7131016.

## Географски и демографски подаци
Деденбах се налази у савезној држави Рајна-Палатинат у округу Арвајлер. Општина се налази на надморској висини од 272 метра. Површина општине износи 7,6 km². У самом мјесту је, према процјени из 2010. године, живјело 413 становника. Просјечна густина становништва износи 54 становника/km².